# Episodi di Transformers: Prime

## Prima stagione
I primi cinque episodi della miniserie di Transformers: Prime è stata trasmessa negli Stati Uniti dal 28 novembre 2010 dal canale The Hub. Questi cinque episodi fanno parte della prima stagione, che in Italia è stata trasmessa nel settembre 2011 sul canale Italia 1, e successivamente in replica dal 30 gennaio 2012 su Boing e dal 4 maggio 2017 su Pop, mentre nella prima stagione della serie televisiva è stata trasmessa negli Stati Uniti dall'11 febbraio 2011 sempre dal canale The Hub. In Italia questa stagione è stata unita alla miniserie e trasmessa nell'autunno 2011 sul canale Italia 1, e successivamente in replica da febbraio 2012 su Boing e dal 5 maggio 2017 su Pop.
| nº | Titolo originale        | Titolo italiano                          | Titolo italiano (Pop)                  | Prima TV USA      | Prima TV Italia   |
| -- | ----------------------- | ---------------------------------------- | -------------------------------------- | ----------------- | ----------------- |
| 01 | Darkness Rising: Part 1 | La rimonta delle tenebre (prima parte)   | L'ascesa dell'oscurità (prima parte)   | 29 novembre 2010  | 11 settembre 2011 |
| 02 | Darkness Rising: Part 2 | La rimonta delle tenebre (seconda parte) | L'ascesa dell'oscurità (seconda parte) | 30 novembre 2010  | 17 settembre 2011 |
| 03 | Darkness Rising: Part 3 | La rimonta delle tenebre (terza parte)   | L'ascesa dell'oscurità (terza parte)   | 1º dicembre 2010  | 24 settembre 2011 |
| 04 | Darkness Rising: Part 4 | La rimonta delle tenebre (quarta parte)  | L'ascesa dell'oscurità (quarta parte)  | 2 dicembre 2010   | 25 settembre 2011 |
| 05 | Darkness Rising: Part 5 | La rimonta delle tenebre (quinta parte)  | L'ascesa dell'oscurità (quinta parte)  | 3 dicembre 2010   | 1º ottobre 2011   |
| 06 | Masters and Students    | Maestri e allievi                        | Maestri e studenti                     | 11 febbraio 2011  | 8 ottobre 2011    |
| 07 | Scrapheap               | Schegge                                  | Guai graffianti                        | 18 febbraio 2011  | 9 ottobre 2011    |
| 08 | Con Job                 | Raggiro                                  | La truffa                              | 25 febbraio 2011  | 15 ottobre 2011   |
| 09 | Convoy                  | Convoglio                                | Il convoglio                           | 4 marzo 2011      | 22 ottobre 2011   |
| 10 | Deus Ex Machina         | Deus Ex Machina                          | Deus Ex Machina                        | 11 marzo 2011     | 29 ottobre 2011   |
| 11 | Speed Metal             | Gare su strada                           | La gara                                | 9 aprile 2011     | 30 ottobre 2011   |
| 12 | Predatory               | A caccia di terrestri                    | La predatrice                          | 16 aprile 2011    | 30 ottobre 2011   |
| 13 | Sick Mind               | Mente malata                             | Una mente malata                       | 30 aprile 2011    | 5 novembre 2011   |
| 14 | Out of His Head         | Fuori di testa                           | Fuori di testa                         | 7 maggio 2011     | 12 novembre 2011  |
| 15 | Shadowzone              | Zona d'ombra                             | Zona d'ombra                           | 14 maggio 2011    | 13 novembre 2011  |
| 16 | Operation: Breakdown    | Operazione Breakdown                     | Operazione: Breakdown                  | 18 giugno 2011    | 19 novembre 2011  |
| 17 | Crisscross              | Rivelazioni                              | Linee incrociate                       | 25 giugno 2011    | 20 novembre 2011  |
| 18 | Metal Attraction        | Attrazione tra metalli                   | Attrazione metallica                   | 9 luglio 2011     | 26 novembre 2011  |
| 19 | Rock Bottom             | Toccare il fondo                         | Fondale roccioso                       | 16 luglio 2011    | 27 novembre 2011  |
| 20 | Partners                | Compagni                                 | Collaborazioni                         | 23 luglio 2011    | 3 dicembre 2011   |
| 21 | T.M.I.                  | Troppe chiacchiere!                      | Troppe informazioni!                   | 10 settembre 2011 | 4 dicembre 2011   |
| 22 | Stronger, faster        | Più forte, più veloce                    | Più forte, più veloce                  | 17 settembre 2011 | 10 dicembre 2011  |
| 23 | One shall fall          | L'antica profezia!                       | Uno di loro cadrà                      | 24 settembre 2011 | 11 dicembre 2011  |
| 24 | One shall rise: Part 1  | Il risveglio (prima parte)               | Uno di loro ascenderà (prima parte)    | 1º ottobre 2011   | 17 dicembre 2011  |
| 25 | One shall rise: Part 2  | Il risveglio (seconda parte)             | Uno di loro ascenderà (seconda parte)  | 8 ottobre 2011    | 18 dicembre 2011  |
| 26 | One shall rise: Part 3  | Il risveglio (terza parte)               | Uno di loro ascenderà (terza parte)    | 15 ottobre 2011   | 24 dicembre 2011  |

## Seconda stagione
La seconda stagione della serie televisiva Transformers: Prime era prevista per il 28 novembre 2011 negli Stati Uniti, ma è stata trasmessa solo dal 18 febbraio 2012. In Italia è andata in onda su Cartoon Network dall'8 ottobre 2012 ed è stata replicata in seguito su Boing e, dal 10 giugno 2017, su Pop.
| nº | Titolo originale            | Titolo italiano                      | Titolo italiano (Pop)                | Prima TV USA      | Prima TV Italia  |
| -- | --------------------------- | ------------------------------------ | ------------------------------------ | ----------------- | ---------------- |
| 27 | Orion Pax: Part 1           | Orion Pax (prima parte)              | Orion Pax (prima parte)              | 18 febbraio 2012  | 8 ottobre 2012   |
| 28 | Orion Pax: Part 2           | Orion Pax (seconda parte)            | Orion Pax (seconda parte)            | 25 febbraio 2012  | 9 ottobre 2012   |
| 29 | Orion Pax: Part 3           | Orion Pax (terza parte)              | Orion Pax (terza parte)              | 3 marzo 2012      | 10 ottobre 2012  |
| 30 | Operation Bumblebee: Part 1 | Operazione Bumblebee (prima parte)   | Operazione Bumblebee (prima parte)   | 10 marzo 2012     | 11 ottobre 2012  |
| 31 | Operation Bumblebee: Part 2 | Operazione Bumblebee (seconda parte) | Operazione Bumblebee (seconda parte) | 17 marzo 2012     | 12 ottobre 2012  |
| 32 | Loose Cannons               | Cannone sciolto                      | Mine vaganti                         | 24 marzo 2012     | 15 ottobre 2012  |
| 33 | Crossfire                   | Fuoco incrociato                     | Fuoco incrociato                     | 31 marzo 2012     | 16 ottobre 2012  |
| 34 | Nemesis Prime               | Nemesis Prime                        | Nemesis Prime                        | 7 aprile 2012     | 17 ottobre 2012  |
| 35 | Grill                       | Graticola                            | Sotto pressione                      | 14 aprile 2012    | 18 ottobre 2012  |
| 36 | Armada                      | Armata                               | L'armata                             | 21 aprile 2012    | 19 ottobre 2012  |
| 37 | Flying Mind                 | Mente volante                        | Una mente volante                    | 28 aprile 2012    | 22 ottobre 2012  |
| 38 | Tunnel Vision               | Vista tunnel                         | Visioni nel tunnel                   | 5 maggio 2012     | 23 ottobre 2012  |
| 39 | Triangulation               | Triangolazione                       | Triangolazione                       | 12 maggio 2012    | 24 ottobre 2012  |
| 40 | Triage                      | Triage                               | Triage                               | 19 maggio 2012    | 4 febbraio 2013  |
| 41 | Toxicity                    | Il tox-en                            | Tossicità                            | 26 maggio 2012    | 5 febbraio 2013  |
| 42 | Hurt                        | Ferito                               | La vendetta                          | 24 agosto 2012    | 6 febbraio 2013  |
| 43 | Out of the Past             | Un salto nel passato                 | Dal passato                          | 31 agosto 2012    | 7 febbraio 2013  |
| 44 | New Recruit                 | La nuova recluta                     | Una nuova recluta                    | 7 settembre 2012  | 8 febbraio 2013  |
| 45 | The Human Factor            | Il Fattore Umano                     | Il fattore umano                     | 14 settembre 2012 | 11 febbraio 2013 |
| 46 | Legacy                      | Eredità                              | L'eredità                            | 21 settembre 2012 | 12 febbraio 2013 |
| 47 | Alpha; Omega                | Alpha - Omega                        | Alfa/Omega                           | 28 settembre 2012 | 13 febbraio 2013 |
| 48 | Hard Knocks                 | Colpi duri                           | Colpi duri                           | 5 ottobre 2012    | 14 febbraio 2013 |
| 49 | Inside Job                  | Chiave persa, chiave presa           | Missione interna                     | 12 ottobre 2012   | 15 febbraio 2013 |
| 50 | Patch                       | Nella mente di Starscream            | Il cerotto psichico corticale        | 19 ottobre 2012   | 16 febbraio 2013 |
| 51 | Regeneration                | Rigenerazione                        | Rigenerazione                        | 26 ottobre 2012   | 18 febbraio 2013 |
| 52 | Darkest Hour                | L'ora più buia                       | L'ora più oscura                     | 2 novembre 2012   | 19 febbraio 2013 |

## Terza stagione (Beast Hunters)
La terza e ultima stagione della serie televisiva Transformers: Prime è stata trasmessa negli Stati Uniti dal 22 marzo 2013 ancora dal canale The Hub. In Italia è stata trasmessa dal 6 settembre 2013 sul canale Cartoon Network e poche settimane dopo in chiaro sulla rete Boing. A differenza delle prime due stagioni, questa consta soltanto di 13 episodi.
| nº | Titolo originale | Titolo italiano   | Prima TV USA   | Prima TV Italia  |
| -- | ---------------- | ----------------- | -------------- | ---------------- |
| 53 | Darkmount, NV    | Darkmount, Nevada | 22 marzo 2013  | 6 settembre 2013 |
| 54 | Scattered        | Sparpagliati      | 29 marzo 2013  | 6 settembre 2013 |
| 55 | Prey             | Preda             | 5 aprile 2013  | 6 settembre 2013 |
| 56 | Rebellion        | Ribellione        | 12 aprile 2013 | 6 settembre 2013 |
| 57 | Project Predacon | Progetto Predacon | 17 maggio 2013 | 6 settembre 2013 |
| 58 | Chain of Command | Gerarchia         | 24 maggio 2013 | 6 settembre 2013 |
| 59 | Plus One         | Uno in più        | 31 maggio 2013 | 6 settembre 2013 |
| 60 | Thirst           | Assetati          | 7 giugno 2013  | 6 settembre 2013 |
| 61 | Evolution        | Evoluzione        | 28 giugno 2013 | 6 settembre 2013 |
| 62 | Minus One        | Il più piccolo    | 5 luglio 2013  | 6 settembre 2013 |
| 63 | Persuasion       | Persuasione       | 12 luglio 2013 | 6 settembre 2013 |
| 64 | Synthesis        | Sintesi           | 19 luglio 2013 | 6 settembre 2013 |
| 65 | Deadlock         | Stallo            | 26 luglio 2013 | 6 settembre 2013 |